# كريس فليمينغ (كرة سلة)
كريس فليمينغ (بالإنجليزية: Chris Fleming)‏ مواليد 3 مارس 1970 في نيوجيرسي، هو مدرب كرة سلة أمريكي ولاعب معتزل. بدأ مسيرته الاحترافية في سنة 1994. يدرب بروكلين نتس في الرابطة الوطنية لكرة السلة. يبلغ طوله 6 قدم 3 بوصة (1.9 م). اعتزل اللعب في 2000.

## الإنجازات
- كأس ألمانيا لكرة السلة : (2008، 2010، 2011، 2012)
- كأس السوبر الألمانية لكرة السلة : (2010، 2011، 2012)
- مدرب العام في الدوري الألماني لكرة السلة : (2011)

## روابط خارجية
- كريس فليمينغ على موقع كلية كرة السلة في سبورتس رفرنس.كوم (الإنجليزية)
- كريس فليمينغ على موقع سبورتس رفرنس (الإنجليزية)